# Fladnitz an der Teichalm
Fladnitz an der Teichalm ist eine Gemeinde mit 1.797 Einwohnern (Stand 1. Jänner 2024) in der Steiermark. Im Rahmen der Gemeindestrukturreform in der Steiermark wurde sie 2015 mit den Gemeinden Tulwitz und Tyrnau zur neuen Gemeinde Fladnitz an der Teichalm zusammengeschlossen. Grundlage dafür war ein gemeinsamer Antrag dieser Gemeinden.
Die Grenzen der Bezirke Graz-Umgebung und Weiz wurden so geändert, dass die neue Gemeinde vollständig im Bezirk Weiz liegt.

## Geografie
Fladnitz an der Teichalm liegt im Bezirk Weiz im österreichischen Bundesland Steiermark, im Passailer Becken des Grazer Berglands, und in der Region Almenland.

### Gemeindegliederung
Das Gemeindegebiet umfasst neun Ortschaften (in Klammern Einwohnerzahl Stand 1. Jänner 2024):
- Fladnitz an der Teichalm (580)
- Fladnitz-Tober (116)
- Fladnitzberg (174)
- Nechnitz (46)** samt Schöngrund
- Schrems (250)
- Teichalm (30)
- Tulwitzdorf (257)* samt Leisenreith, Obertulwitz, Schweinegg, Seilnergraben und Tulwitz
- Tulwitzviertl (234)* samt Blumau, Gern, Oberreith und Reithof
- Tyrnau (110)** samt Buchwald und Heuberg

* bis Ende 2014 Gemeinde Tulwitz
** bis Ende 2014 Gemeinde Tyrnau
Die Gemeinde besteht aus fünf Katastralgemeinden (Fläche Stand 31. Dezember 2023):
- Fladnitz an der Teichalpe (2.149,86 ha)
- Schrems (1.334,18 ha)
- Tulwitzdorf (470,75 ha)
- Tulwitzviertel (685,14 ha)
- Türnau (1.997,21 ha)

### Nachbargemeinden
Die Gemeinde ist von sechs Nachbargemeinden umgeben, davon sind je zwei im Bezirk Bruck-Mürzzuschlag (BM) bzw. im Bezirk Graz-Umgebung (GU).
| Pernegg an der Mur (BM) | Breitenau am Hochlantsch (BM)               | Sankt Kathrein am Offenegg |
| Frohnleiten (GU)        | Kompassrose, die auf Nachbargemeinden zeigt | Passail                    |
| Semriach (GU)           |                                             |                            |

## Geschichte
Aus dem dritten vorchristlichen Jahrtausend stammen die ersten Funde einer menschlichen Kultur, ein Hammerbeil aus Serpentin, das auf dem Goller ans Tageslicht befördert wurde. Neben der nachgewiesenen illyrischen und keltischen Besiedlung hinterließ vor allem die Römerzeit deutliche Spuren. Ein römischer Grabstein aus dem 1. Jahrhundert nach Christi ist in der Kirchhofmauer rund um die Fladnitzer Pfarrkirche eingemauert, zwei weitere liegen im Joanneum in Graz.
Ende des 6. Jahrhunderts stießen die Slawen im Gefolge der kriegerischen Awaren in unser Gebiet vor. Nicht Gebäude oder Grabsteine sind davon erhalten geblieben, sondern Berg- und Flussnamen, so z. B. Fladnitz, Schrems, Rossegg oder Tober.
Nachdem das Gebiet 788 dem Frankenreich Karls des Großen einverleibt wurde, begann nun die bayrische Besiedlung des Beckens, an die vor allem die vielen Rodungsnamen wie Oberreith, Leisenreith, Greithbauer, Reiter oder Raith erinnern.
Der Rodungsleiter bewohnte einen Ritterhof, für den die besten Gründe ausgewählt wurden. Daraus entstand das Rittergeschlecht der „Fladnitzer“, das sich aus mehreren Familien zusammensetzte. In der Zehentvertragsurkunde vom 15. Juli 1240 scheinen als Rechtsweiser schon „Ekardus et Valclinus de Fletinz“ auf. Damit ist der Ort Fladnitz zum ersten Mal urkundlich genannt.
Die erste Kirche in Fladnitz wird urkundlich 1285 erwähnt und laut Pfarrchronik 1303 konsekriert, Pfarrpatron ist der Hl. Nikolaus (6. Dezember).
Das Jahr 1483 wird als Baujahr der jetzigen spätgotischen Kirche angenommen. Diese Jahreszahl trägt eine gotische Rippe beim Altar der Schmerzhaften Mutter. In der ersten Hälfte des 18. Jahrhunderts schuf Phillipp Jakob Straub den jetzigen Hochaltar. Das Hochaltarbild des Hl. Nikolaus malte Johann Veit Hauck.
Über Jahrhunderte hinweg spannte sich die Entwicklung von einer rein bäuerlichen in eine sehr stark touristisch orientierte Gemeinde, in der neben den vielen Erholungsmöglichkeiten im Sommer auch der Wintersport auf der Teichalm eine wichtige Rolle spielt. Beispiele hiefür sind der Bau des 5 ha großen Teichalmsees (1972–1974) und die Errichtung einer Beschneiungsanlage 1995. Im Rahmen des Leader II-Projektes konnte 2001/02 der Moorwanderweg durch das Naturschutzgebiet „Latschenhochmoor Teichalm“ errichtet werden. 2002/03 wurde der Golfplatz „Almenland“ errichtet. Seit Juni 2006 darf sich die Gemeinde „Almenland Naturpark Gemeinde“ nennen.
Aus den Ortsnamen Fladnitz bei Passail und Fladnitz an der Teichalpe wurde 1977 der heute gültige Gemeindename Fladnitz an der Teichalm festgelegt. Der Schutzpatron der Gemeinde ist der Heilige Nikolaus, nach ihm ist die Pfarrkirche benannt. Fladnitz feierte 2015 das 775-Jahr-Jubiläum der ersten urkundlichen Erwähnung des Gemeindenamens.

### Bevölkerungsentwicklung
| Fladnitz an der Teichalm: Einwohnerzahlen von 1869 bis 2024 | Fladnitz an der Teichalm: Einwohnerzahlen von 1869 bis 2024 | Fladnitz an der Teichalm: Einwohnerzahlen von 1869 bis 2024 | Fladnitz an der Teichalm: Einwohnerzahlen von 1869 bis 2024 | Fladnitz an der Teichalm: Einwohnerzahlen von 1869 bis 2024 |
| ----------------------------------------------------------- | ----------------------------------------------------------- | ----------------------------------------------------------- | ----------------------------------------------------------- | ----------------------------------------------------------- |
| Jahr                                                        |                                                             |                                                             |                                                             | Einwohner                                                   |
| 1869                                                        | 1869                                                        |                                                             | 2.142                                                       | 2.142                                                       |
| 1880                                                        | 1880                                                        |                                                             | 2.150                                                       | 2.150                                                       |
| 1890                                                        | 1890                                                        |                                                             | 2.031                                                       | 2.031                                                       |
| 1900                                                        | 1900                                                        |                                                             | 2.028                                                       | 2.028                                                       |
| 1910                                                        | 1910                                                        |                                                             | 2.054                                                       | 2.054                                                       |
| 1923                                                        | 1923                                                        |                                                             | 1.986                                                       | 1.986                                                       |
| 1934                                                        | 1934                                                        |                                                             | 2.130                                                       | 2.130                                                       |
| 1939                                                        | 1939                                                        |                                                             | 2.046                                                       | 2.046                                                       |
| 1951                                                        | 1951                                                        |                                                             | 1.913                                                       | 1.913                                                       |
| 1961                                                        | 1961                                                        |                                                             | 1.775                                                       | 1.775                                                       |
| 1971                                                        | 1971                                                        |                                                             | 1.797                                                       | 1.797                                                       |
| 1981                                                        | 1981                                                        |                                                             | 1.781                                                       | 1.781                                                       |
| 1991                                                        | 1991                                                        |                                                             | 1.849                                                       | 1.849                                                       |
| 2001                                                        | 2001                                                        |                                                             | 1.792                                                       | 1.792                                                       |
| 2011                                                        | 2011                                                        |                                                             | 1.848                                                       | 1.848                                                       |
| 2021                                                        | 2021                                                        |                                                             | 1.789                                                       | 1.789                                                       |
| 2024                                                        | 2024                                                        |                                                             | 1.797                                                       | 1.797                                                       |
| Quelle(n): Statistik Austria, Gebietsstand 1.1.2021         |                                                             |                                                             |                                                             |                                                             |

## Kultur und Sehenswürdigkeiten

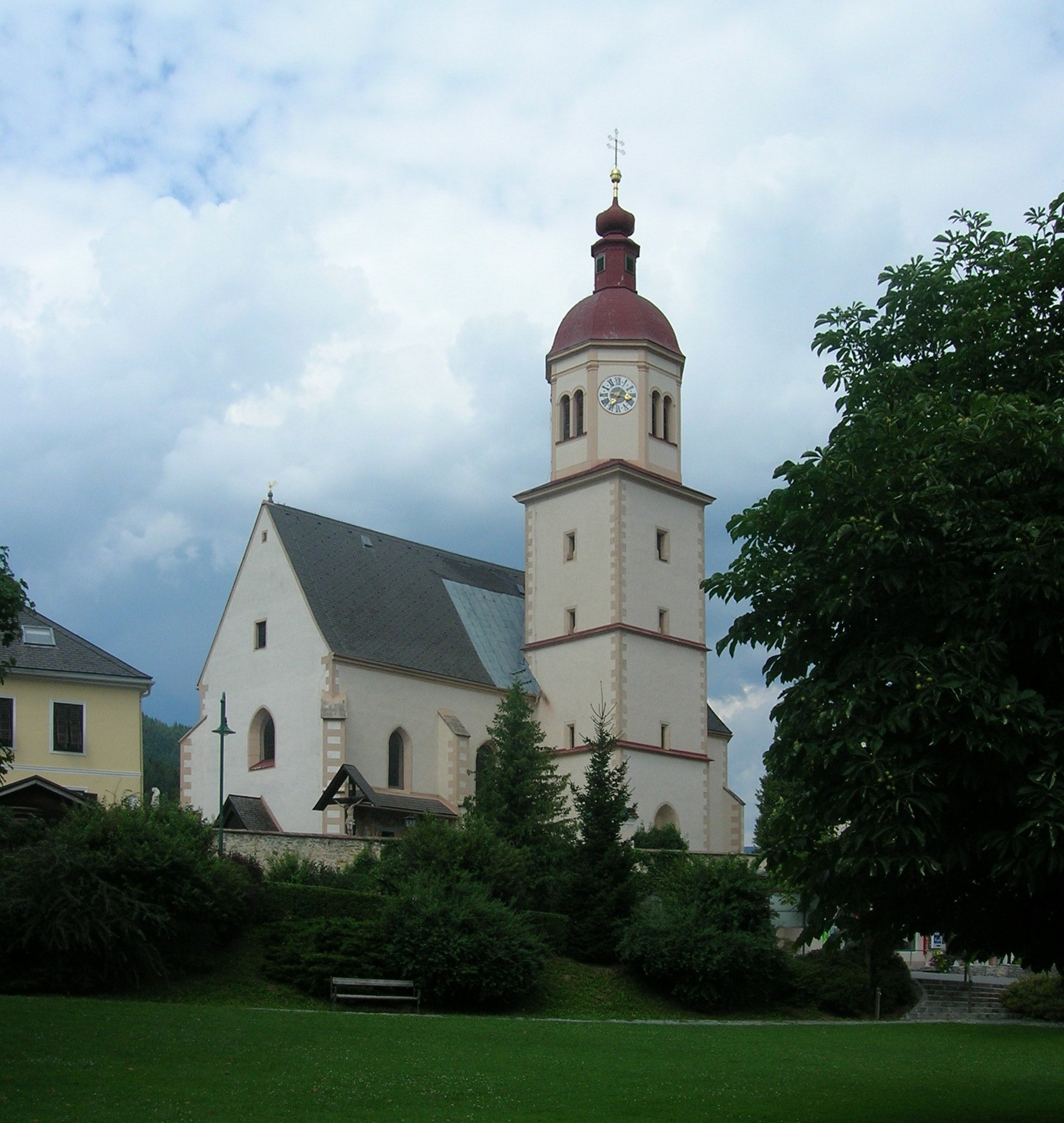
Die Fladnitzer Pfarrkirche Hl. Nikolaus

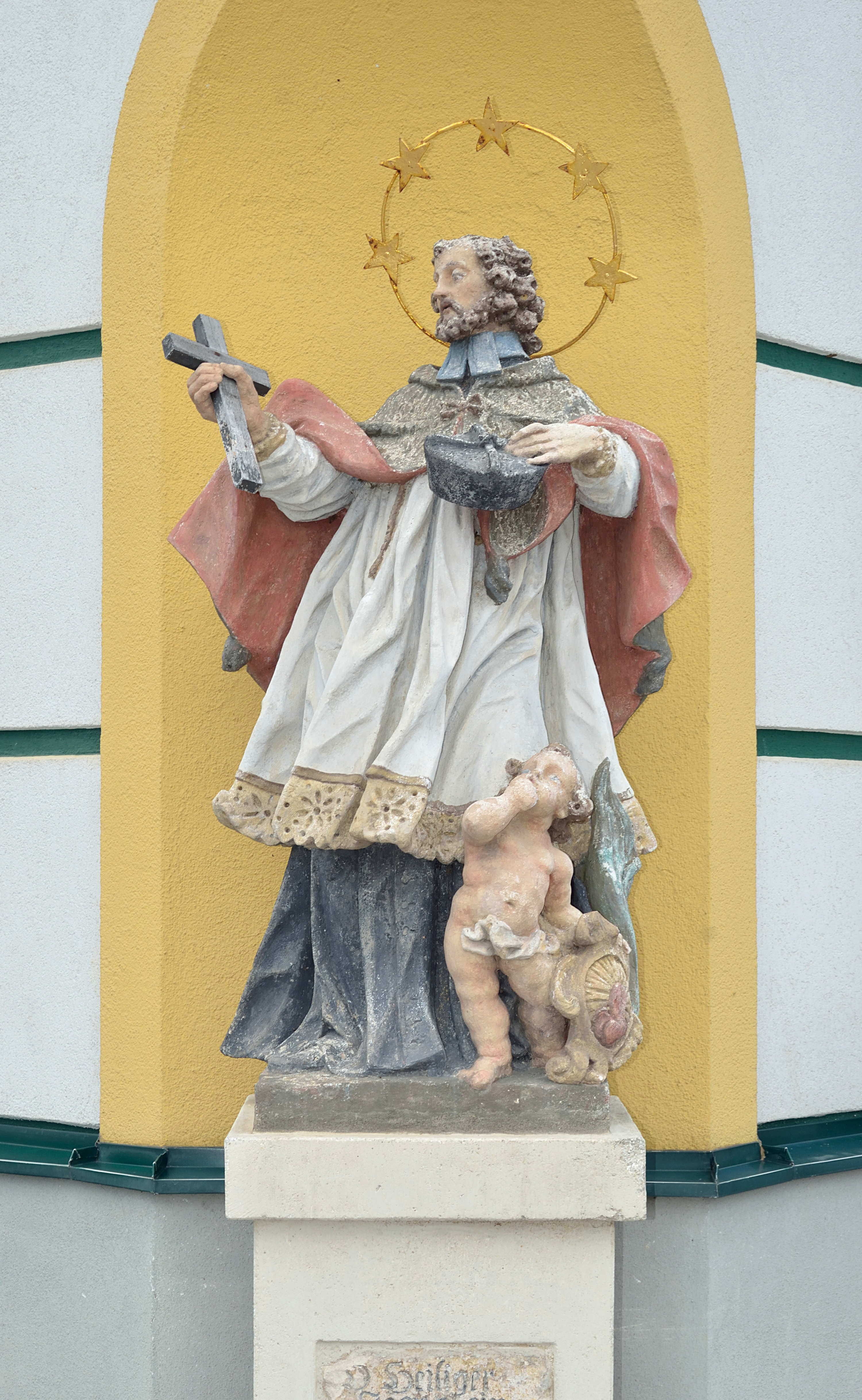
Johannes-Nepomuk-Statue

### Bauten
- Pfarrkirche Fladnitz an der Teichalm: Die spätgotische Pfarrkirche Hl. Nikolaus wurde laut Annahme ab 1483 gebaut. Diese Jahreszahl ist auf einer gotischen Rippe beim Altar der Schmerzhaften Mutter zu lesen. Im Jahre 1736 schuf der Bildhauer Philipp Jakob Straub den Hochaltar. Das Hochaltarbild des Hl. Nikolaus malte Johann Veit Hauck.
- Steinfigur Johannes Nepomuk im Ort, 18. Jahrhundert
- Bildstock bei Nechnitz, 1736 erbaut
- Bildstock bei Fladnitzberg Nr. 9, 17. Jahrhundert
- Bauernhöfe als Hakenhof: Fladnitz Nr. 10, Fladnitzberg Nr. 9

### Musik
Die Trachtenkapelle Fladnitz spielt traditionelle Blasmusik. Die Musikkapelle ist eine der ältesten Landesmusikkapellen der Steiermark und wurde 1820 urkundlich erwähnt. 1893, als Fladnitz seine Freiwillige Feuerwehr bekam, trat die Kapelle oft in Feuerwehruniform auf, weil viele Musikanten zugleich Feuerwehrmänner waren, und man konnte auch im Feuerwehrhaus proben. Nach dem Ersten Weltkrieg löste sich die Kapelle von der Feuerwehr und wurde selbstständig. Als die Musikkameraden vom Krieg heimkamen, formte sich 1919/20 die heutige Trachtenkapelle. Seitdem wird Steirertracht getragen. Seit 1946 gibt es den Verein Trachtenkapelle Fladnitz.
Die Herren tragen einen bäuerlichen Langrock aus dem 17. bis 18. Jahrhundert, der „Johann-Nietter-Rock“ genannt wird. Die Farbe des Lodens ist violett. Dazu trägt man eine steirische Hirschlederhose mit Handstickerei, ein „Pfoad“, Trachtenstutzen, Haferlschuhe, ein Seidentuch und einen Hut.
Die Damen haben ein sog. „Obdacher Dirndl“ mit Langarmbluse, Seidentuch, Stutzen und Trachtenschuhe sowie einem Schlawanker an, und tragen auch den gleichen Hut wie die Herren.
Ein besonderer Auftritt der Musikkapelle ist am Ostersonntag, wenn die Kapelle die Einwohner der Gemeinde ganz früh am Morgen mit Blasmusik weckt.

### Theater
Die Theatergruppe Fladnitz studiert jedes Jahr für die Bewohner und Urlaubsgäste ein Stück ein, das ungefähr zehnmal aufgeführt wird. Die Theatergruppe wurde 1980 gegründet.

## Wirtschaft und Infrastruktur
- Die Einwohner leben vor allem vom Tourismus. Zahlreiche Pensionen und Hotels sind auf Gäste ausgerichtet, Hotelbetriebe mit Almenlandzimmern (anspruchsvoll, mit Holzmöbeln eingerichteten Zimmern) werden vom Tourismusverband Region Almenland gefördert.
- Der größte Arbeitgeber im Ort ist die Möbelfabrik und Tischlerei Göbel.
- Es gibt im Ortskern ein Lebensmittelgeschäft und einen Drogeriemarkt.
- Die Gemeinde Fladnitz an der Teichalm ist die größte Tourismusgemeinde im Bezirk Weiz.
- Die Gemeinde bildet gemeinsam mit Breitenau am Hochlantsch, Gasen, Passail, Pernegg an der Mur und St. Kathrein am Offenegg den Tourismusverband „Naturpark Almenland Teichalm-Sommeralm“. Dessen Sitz ist in Fladnitz an der Teichalm.[7]

### Bildung
- Im Ort gibt es eine Volksschule und einen Kindergarten.
- Früher gab es eine Hauswirtschaftsschule (Ländliche Hauswirtschaftsschule Sankt Martin – Fladnitz an der Teichalm, bzw. Land- und forstwirtschaftliche Fachschule Fladnitz an der Teichalm – St. Martin), die sich aber jetzt nicht mehr in Fladnitz befindet.

### Freizeit
- Die Teichalmregion verfügt über ein Familien-Skigebiet mit Schleppliftanlagen, die Pisten werden im Winter beschneit.
- Die Teichalm wird geloipt.
- Die Gemeinde verfügt über
  - ein Freibad,
  - einen Eisstockplatz,
  - einen neuen Fußball- und Trainingsplatz
- Die Gemeinde hat einen Fußballverein, den SV Fladnitz.
- Auf der Teichalm
  - gibt es einen Tennisplatz
  - und im Sommer kann man auf dem See Boot fahren
- Die Hallenbäder der Hotelbetriebe werden auch von den Einwohnern der Gemeinde genutzt.
- Die Sporthalle der Volksschule wird nachmittags von den Einwohnern für Sportaktivitäten verwendet.
- Im Ort gibt es mehrere Reiterhöfe.
- Seit dem Sommer 2002 gibt es auch einen 18-Loch-Golfplatz direkt im Ort.
- In Fladnitz gibt es mehrere Vereine wie Landjugend, Bergrettung und Eisstockverein.

## Politik

### Gemeinderat
Der Gemeinderat setzt sich nach den Wahlen von 2020 wie folgt zusammen:
- 10 ÖVP
- 3 SPÖ
- 2 FPÖ

### Bürgermeister
- seit 2015 Peter Raith (ÖVP)

Bürgermeister der Vorgängergemeinden
Fladnitz an der Teichalm
- 1945–1946 Franz Hyden (ÖVP)
- 1946–1950 Alois Paller (ÖVP)
- 1950–1960 Josef Greimel (ÖVP)
- 1960–1961 Josef Höfler (ÖVP)
- 1961–1974 Johann Ponsold (ÖVP)
- 1974–1995 Markus Reisinger (ÖVP)
- 1995–2008 Johann Leitner (ÖVP)
- 2008–2015 Peter Raith (ÖVP)

Tulwitz
- 1945–1946 Silvester Loidold (ÖVP)
- 1946–1948 Anton Lienhofer (ÖVP)
- 1948–1955 Franz Auer (ÖVP)
- 1955–1978 Johann Mandl (ÖVP)
- 1978–1990 Karl Walcher (ÖVP)
- 1990–1997 Hermann Gschaidbauer (ÖVP)
- 1997–1998 Franz Mandl (ÖVP)
- 1998–2015 Hermann Gschaidbauer (ÖVP)

Tyrnau
- 1945–1970 Johann Scheibel (ÖVP)
- 1970–1983 Franz Eibisberger (ÖVP)
- 1983–2004 Norbert Christandl (ÖVP)
- 2004–2015 Robert Van Asten (ÖVP)

### Wappen

Wappen der Vorgängergemeinden
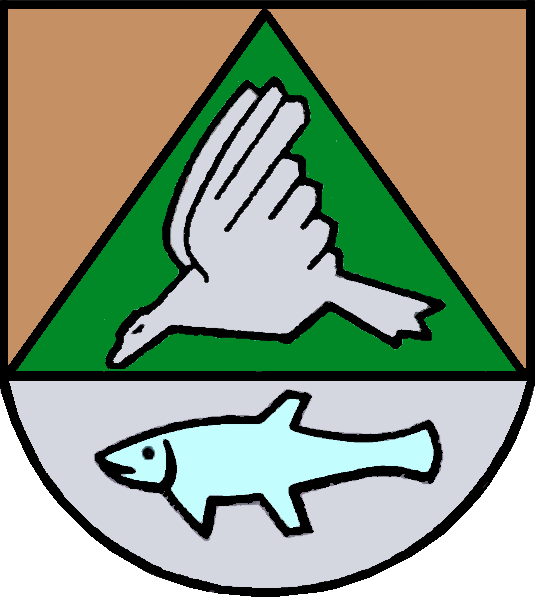
Fladnitz an der Teichalm
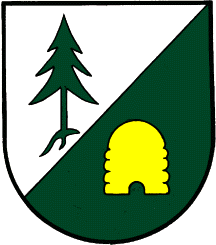
Tulwitz
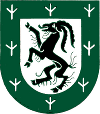
Tyrnau

Die Verleihung des ersten Gemeindewappens für Fladnitz erfolgte mit Wirkung vom 1. Juli 1966. Die Blasonierung (Wappenbeschreibung) lautet:
„In einem goldenen Schild über silbernem mit einem blauen Fisch belegten Schildfuß eine grüne bis an den Oberrand reichende Spitze, die mit einem niederstoßenden silbernen Adler belegt ist.“
Die aufragende Spitze versinnbildlicht den beherrschenden Berggipfel des Osser (1548 m), welcher das Landschaftsbild charakterisiert. Auf den Wildreichtum der Gegend deutet der Adler hin; zugleich spielt dieser auf einen in der Gemeinde aufgefundenen Römerstein an, der ein Adlerbild zeigt. Der Schildfuß charakterisiert den Fischreichtum der hellen Bergbäche.
Alle drei Vorgängergemeinden hatten ein Gemeindewappen. Wegen der Gemeindezusammenlegung verloren diese mit 1. Jänner 2015 ihre offizielle Gültigkeit. Das neue Gemeindewappen für die Fusionsgemeinde wurde vom Gemeinderat am 21. März 2018 beschlossen, die Neuverleihung durch die Landesregierung erfolgte mit Wirkung vom 5. Juni 2018.
Die neue Blasonierung (Wappenbeschreibung) lautet:
„Im von Silber zu Grün schräglinks geteilten Schild oben grün eine bewurzelte Fichte, unten golden das abgeschnittene Haupt eines Steinbocks.“
Die Querteilung des Wappenschildes weist eine Ähnlichkeit mit dem Tulwitzer Wappen auf, als neues Wappentier wurde ein goldener Steinbock auf grünem Grund gewählt, dazu ein grüner Nadelbaum auf silbernem Grund.

## Persönlichkeiten

### Söhne und Töchter der Gemeinde
- Joseph Stübicher (1706–1775), Abt des Stiftes Neukloster 1746–1775
- Siegfried Wiedenhofer (1941–2015), römisch-katholischer Theologe

### Mit der Gemeinde verbundene Persönlichkeiten
- Ein häufiger Gast in Fladnitz war der Burgschauspieler Peter Simonischek, der auf der Teichalm eine Schihütte besaß.